# RenderWare
RenderWare es un motor gráfico para videojuegos creado por la desarrolladora británica Criterion Games.

## Características
Lanzado en 1993, Es una API 3D y un Motor de renderizado utilizado en Videojuegos, y algunos navegadores VRML. Su creación se originó en la era de renderizado gráfico en Computadoras antes de la aparición de los GPUs, compitiendo con otras librerías como BRender y Reality Lab (la cual fue luego adquirida por Microsoft para convertirse en Direct3D).
La principal importancia comercial de Renderware era proveer una solución a los muchos problemas que los desarrolladores encontraban a la hora de programar gráficos en la PlayStation 2. En la primera versión, se requería un lenguaje de Programación o Scripting externo para tomar ventaja de RenderWare. RenderWare 2, por otro lado, tenía su propio lenguaje de scripting, llamado RWX (RenderWare Script). Sin embargo, en la tercera versión, el soporte para RWX fue retirado.
RenderWare fue ampliamente Multiplataforma: Siendo capaz de correr en Windows, al igual que en MacOS. También muchas consolas como la Nintendo GameCube, Wii, Xbox, Xbox 360, PlayStation 2, PlayStation 3 y la PlayStation Portable. En cierto punto incluso se anunció soporte para Nokia N-Gage (dispositivo), pero no hubo anuncios oficiales de lanzamiento, ni títulos que parezcan utilizarlo. RenderWare ya no está disponible para compra, aunque Electronic Arts (quien adquirió a Criterion Games) aún honora los viejos contratos, significando que las desarrolladoras externas que hayan comprado una licencia aún pueden utilizarlo.